# Robertson (Wyoming)
Robertson è un census-designated place degli Stati Uniti d'America, situato nella Contea di Uinta nello stato del Wyoming. Nel censimento del 2000 la popolazione era di 59 abitanti.

## Geografia fisica
Secondo i rilevamenti dell'United States Census Bureau, la località di Robertson si estende su una superficie di 8,1 km², tutti occupati da terre.

## Popolazione
Secondo il censimento del 2000, a Robertson vivevano 59 persone, ed erano presenti 18 gruppi familiari. La densità di popolazione era di 7,3 ab./km². Nel territorio comunale si trovavano 36 unità edificate. Per quanto riguarda la composizione etnica degli abitanti, il 96,61% era bianco e il 3,39% apparteneva a due o più razze.
Per quanto riguarda la suddivisione della popolazione in fasce d'età, il 25,4% era al di sotto dei 18, il 3,4% fra i 18 e i 24, il 16,9% fra i 25 e i 44, il 28,8% fra i 45 e i 64, mentre infine il 25,4% era al di sopra dei 65 anni di età. L'età media della popolazione era di 40 anni. Per ogni 100 donne residenti vivevano 90,3 uomini.